# Der Dritte
Der Dritte ist ein deutscher Liebesfilm der DEFA von Egon Günther aus dem Jahr 1972. Er beruht auf der Erzählung Unter den Bäumen regnet es immer zweimal von Eberhard Panitz.

## Handlung
Margit Fließer ist Mitte 30, alleinerziehende Mutter zweier Töchter von verschiedenen Männern und arbeitet als Mathematikerin. Sie lebt emanzipiert und ist doch auf der Suche nach einem Mann. Zwei Enttäuschungen in ihrem Leben bestärken sie darin, sich den Dritten, den richtigen, selbst zu suchen, auch wenn sie damit gegen gesellschaftliche Konventionen verstößt. Den richtigen Dritten hofft sie in ihrem Kollegen Hrdlitschka gefunden zu haben, der jedoch noch nichts von ihr weiß. Immer wieder denkt sie in dieser Zeit auch an ihre Vergangenheit zurück:
Sie verlor ihre Mutter im Kindesalter und wurde von Diakonissen großgezogen. Irgendwann erkannte sie, dass sie nicht als Diakonissin tätig werden kann, weil ihr der tiefe Glaube zu Gott fehlt. Sie ging an die Arbeiter-und-Bauern-Fakultät und traf mit ihrem Ersten zusammen. Bachmann war ihr Dozent an der ABF, warb um sie und sie ließ sich verführen. Als sie schwanger wurde, hatte Bachmann sie bereits verlassen und stimmte in der Prüfungskommission dafür, ihr wegen ihres Kindes eine verlängerte Bearbeitungszeit ihrer Abschlussarbeit zu gewähren. Später traf Margit auf einen Blinden, der sie mit seiner Liebe zur Literatur und Musik beeindruckte. Sie zogen zusammen. Er sparte Geld, das beiden das Studium ermöglichte. Sie wurde schwanger und er verlor seinen Studienplatz und begann zu trinken. Als er nach Westberlin ging, folgte sie ihm nicht, obwohl er darum bat.
Mit Hrdlitschka soll nun alles anders werden, doch Margit tut sich schwer mit der Eroberung des Mannes. Sie erfährt von seiner Mutter, dass er gerne wandert. Als sie ihn „zufällig“ im Zug trifft und er sie auf eine gemeinsame Wanderung einlädt, erfindet sie jedoch eine kranke Freundin, die auf sie warte. Erst ihre beste Freundin Lucie, die eine unglückliche Beziehung zu einem gebundenen Mann hat, die deshalb Hrdlitschka nicht abweisen würde und Margit daher auffordert, sich den Mann zu nehmen oder sie tue es, lässt Margit aktiv werden. Bei der erneuten Fahrt im Zug nimmt sie Hrdlitschkas Angebot der gemeinsamen Wanderung an. Beide verstehen sich gut und auch die Erkenntnis, dass Margit zwei Töchter hat, schreckt Hrdlitschka nicht. Bald folgt die Hochzeit. Margit meint zu Lucie, dass ihre Töchter mit dem neuen, „ersten“ Ehemann glücklich seien. Sie selbst „müsse nun mal sehen“, was komme.

## Produktion

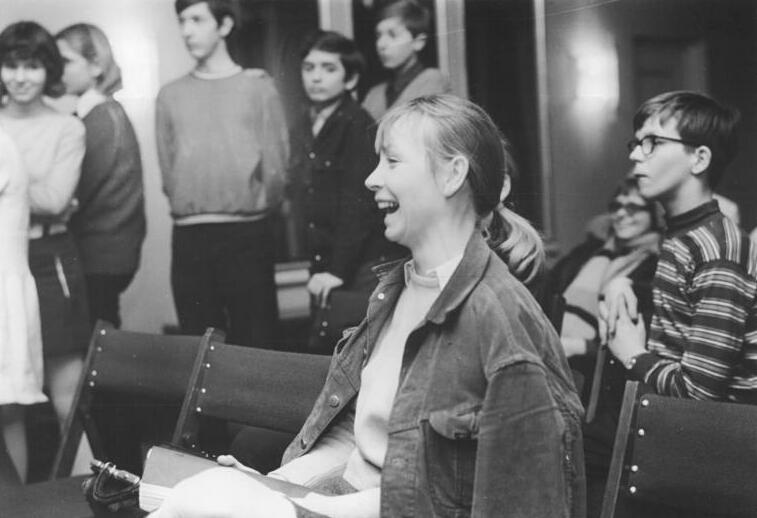
Hauptdarstellerin Jutta Hoffmann im Jahr der Dreharbeiten 1971

Die Uraufführung fand am 16. März 1972 im Berliner Kino International statt.
Der Film führte zu einer regen öffentlichen Diskussion um die Lage und Rolle der Frau in der DDR: „Gestritten wird nicht so sehr über das Wie, sondern über das Was: darüber, was der Film an gesellschaftlicher Wirklichkeit zeigt, an neuen Problemen aufwirft“, schrieb Rosemarie Rehahn in der Wochenpost. Auch die Offenheit einzelner Szenen wurde in der öffentlichen Diskussion kritisiert, so sind unter anderem ein Abtreibungsversuch und eine Szene mit „latent lesbischen Liebkosungen“ zwischen Margit und Lucie zu sehen.
In einer Szene sieht Lucie im Fernsehen die Schulfernsehreihe English for you mit Diana Loeser, die in den 1970er-Jahren populär war.

## Kritik
Die zeitgenössische Kritik lobte den Film: „Starke Wirkungsfaktoren des Films sind Montage und Musik, die genaue Mischung von Ernst und subtilem Humor wie eine für Babelsberg ungewohnte Offenheit, der nichts Menschliches fremd bleibt“. Andere Kritiker schrieben, dass der Film „aus der Gegenwart gewachsen, für die Zukunft Bedeutung hat.“
Für den film-dienst war Der Dritte „ein stimmiger, mit leisem Humor erfüllter, kritischer DEFA-Beitrag zur Diskussion über die Situation der Frau und die Notwendigkeit weiblicher Emanzipation. Der Realitätsbezug von Günthers Film ist erheblich stärker als in der Buchvorlage. Vorzüglich in ihrer oft improvisiert wirkenden Spiellust: Jutta Hoffmann.“
Cinema befand: „Klasse: Eine Frau sucht ihren Weg fernab realsozialistischer Rollenklischees. Fazit: Ein DEFA-Geheimtipp: realistisch und witzig“.

## Auszeichnungen
Jutta Hoffmann erhielt für Der Dritte den Nationalpreis 2. Klasse. Dieser Preis wurde „für beispielgebende Menschengestaltung auf der Bühne, im Film und im Fernsehen, besonders in Werken der sozialistischen Gegenwartsdramatik“ vergeben.
Egon Günther erhielt für seine Leistung als Regisseur den Nationalpreis 3. Klasse.
Jutta Hoffmann wurde auf der XXXIII. Filmkunstschau Venedig 1972 mit dem Preis Venezia Critica ausgezeichnet.
Der Film erhielt auf dem Internationalen Filmfestival Karlovy Vary 1972 den Hauptpreis. Der Film erhielt das staatliche Prädikat „besonders wertvoll“.
Im Jahr 2005 lief Der Dritte im Rahmen der zweiwöchigen Defa-Retrospektive „Rebels with a cause“ im Museum of Modern Art in New York City.